# (1973) Colocolo
(1973) Colocolo (1968 OA; 1969 VV1; 1972 GO1) ist ein Asteroid des Hauptgürtels, der am 18. Juli 1968 von den Astronomen Carlos Torres und S. Cofré im Cerro El Roble-Observatorium entdeckt wurde. Er ist benannt nach dem Cacique der Mapuche namens Colo Colo.